# Buxières-les-Mines
Buxières-les-Mines is een gemeente in het Franse departement Allier (regio Auvergne-Rhône-Alpes). De plaats maakt deel uit van het arrondissement Moulins. Buxières-les-Mines telde op 1 januari 2022 1.001 inwoners.
De Kerk Saint-Maurice werd gebouwd in de 12e en 13e eeuw en is beschermd als historisch monument in 1886.

## Geografie
De oppervlakte van Buxières-les-Mines bedroeg op 1 januari 2022 46,95 vierkante kilometer; de bevolkingsdichtheid was toen 21,3 inwoners per km².
De onderstaande kaart toont de ligging van Buxières-les-Mines met de belangrijkste infrastructuur en aangrenzende gemeenten.

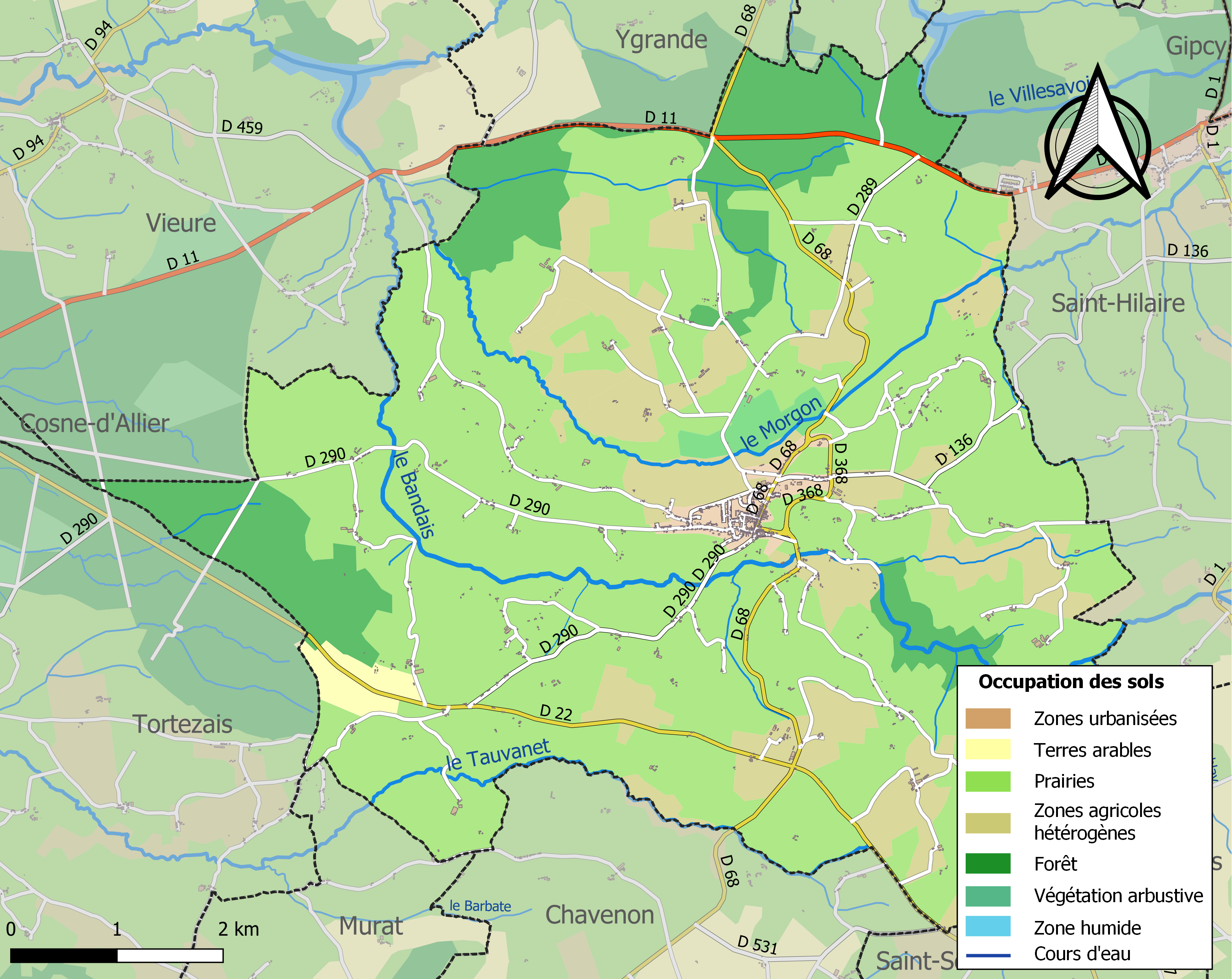

## Demografie
Onderstaande figuur toont het verloop van het inwonertal (bron: INSEE-tellingen).
Vanwege een beveiligingsprobleem met de MediaWiki Graph-software is het momenteel niet mogelijk deze grafiek weer te geven. Zodra de software is bijgewerkt zal de grafiek vanzelf weer zichtbaar worden.